# Charles Itandje
Charles–Hubert Itandje (Bobigny, 1982. november 2. –) kameruni származású francia labdarúgó.

## Pályafutása

### Liverpool
2007. augusztus 9-én a Liverpool leigazolta a fekete kapust, aki a szezon során négy FA-kupa- és három Ligakupa-meccsen állt a vörösök kapujában.

### Kavála
2009 augusztus 31-én a görög első osztályba feljutó Kavála csapatához ment kölcsönbe egy szezonra.

## Statisztika
Utoljára frissítve: 2009. augusztus 31.
| Klub                | Szezon    | National       | National       | Coupe de France | Coupe de France | –                 | –                 | –                  | –                  | Egyéb | Egyéb | Összesen | Összesen |
| Klub                | Szezon    | Meccs          | Gól            | Meccs           | Gól             | Meccs             | Gól               | Meccs              | Gól                | Meccs | Gól   | Meccs    | Gól      |
| ------------------- | --------- | -------------- | -------------- | --------------- | --------------- | ----------------- | ----------------- | ------------------ | ------------------ | ----- | ----- | -------- | -------- |
| Red Star            | 2000–01   | 9              | 1              | ?               | ?               | –                 | –                 | –                  | –                  | 0     | 0     | 9        | 1        |
| Klub                | Szezon    | Ligue 1        | Ligue 1        | Coupe de France | Coupe de France | Coupe de la Ligue | Coupe de la Ligue | Európai kupaporond | Európai kupaporond | Egyéb | Egyéb | Összesen | Összesen |
| Klub                | Szezon    | Meccs          | Gól            | Meccs           | Gól             | Meccs             | Gól               | Meccs              | Gól                | Meccs | Gól   | Meccs    | Gól      |
| Lens                | 2002–03   | 22             | 0              | ?               | ?               | ?                 | ?                 | 1                  | 0                  | 0     | 0     | 23       | 0        |
| Lens                | 2003–04   | 35             | 0              | ?               | ?               | ?                 | ?                 | 5                  | 0                  | 0     | 0     | 40       | 0        |
| Lens                | 2004–05   | 38             | 0              | ?               | ?               | ?                 | ?                 | –                  | –                  | 0     | 0     | 38       | 0        |
| Lens                | 2005–06   | 37             | 0              | ?               | ?               | ?                 | ?                 | 7                  | 0                  | 0     | 0     | 44       | 0        |
| Lens                | 2006–07   | 38             | 2              | ?               | ?               | ?                 | ?                 | 8                  | 0                  | 0     | 0     | 46       | 0        |
| Lens                | 2002–2007 | 170            | 0              | ?               | ?               | ?                 | ?                 | 21                 | 0                  | 0     | 0     | 191      | 0        |
| Klub                | Szezon    | Premier League | Premier League | FA-kupa         | FA-kupa         | Ligakupa          | Ligakupa          | Európai kupaporond | Európai kupaporond | Egyéb | Egyéb | Összesen | Összesen |
| Klub                | Szezon    | Meccs          | Gól            | Meccs           | Gól             | Meccs             | Gól               | Meccs              | Gól                | Meccs | Gól   | Meccs    | Gól      |
| Liverpool           | 2007–08   | 0              | 0              | 4               | 0               | 3                 | 0                 | 0                  | 0                  | 0     | 0     | 7        | 0        |
| Liverpool           | 2008–09   | 0              | 0              | 0               | 0               | 0                 | 0                 | 0                  | 0                  | 0     | 0     | 0        | 0        |
| Liverpool           | 2007–     | 0              | 0              | 4               | 0               | 3                 | 0                 | 0                  | 0                  | 0     | 0     | 7        | 0        |
| Klub                | Szezon    | Szúper Línga   | Szúper Línga   | Görög Kupa      | Görög Kupa      | –                 | –                 | Európai kupaporond | Európai kupaporond | Egyéb | Egyéb | Összesen | Összesen |
| Klub                | Szezon    | Meccs          | Gól            | Meccs           | Gól             | Meccs             | Gól               | Meccs              | Gól                | Meccs | Gól   | Meccs    | Gól      |
| AÓ Kavála (kölcsön) | 2009–10   | 0              | 0              | 0               | 0               | –                 | –                 | 0                  | 0                  | 0     | 0     | 0        | 0        |
| Összesen            | 2000–     | 179            | 1              | 4               | 0               | 3                 | 0                 | 21                 | 0                  | 0     | 0     | 207      | 1        |